# Jurij Petrovics Artyuhin
Jurij Petrovics Artyuhin (orosz: Ю́рий Петро́вич Артю́хин) (Persutyino, 1930. június 22. – Csillagváros, 1998. augusztus 4.) szovjet híradástechnikai mérnök-űrhajós.

## Életpálya
A katonai repülőiskola elvégzése után 1951-től repülőtiszt. A szovjet légierő Zsukovszkij Akadémiáján doktorátusi diplomát szerzett. A katonai hírközlő eszközök mérnöke. 1963. január 8-tól részesült űrhajóskiképzésben. 1982. január 26-án búcsúzott el az űrhajósoktól. 15 napot, 17 órát és 30 percet töltött a világűrben. Mérnöki tudását a Buran, a szovjet űrrepülőgép fejlesztéséhez, az űrhajósok felkészítéséhez vették igénybe.

## Űrrepülések
1963-ban a Voszhod-program keretében kiválasztották Voszhod–3 parancsnokaként. A Voszhod–2  tragikus balesete miatt törölték a programból.
1974-ben a Szojuz–14 fedélzeti mérnökeként üzembe helyezte a Szojuz–3 űrállomást.

## Kitüntetések
Egyszer kapta meg a Szovjetunió Hőse kitüntetést és a Lenin-rendet. Több város tiszteletbeli polgára.

## Külső hivatkozások
- Jurij Petrovics Artyuhin. astronautix.com. (Hozzáférés: 2011. november 18.)
- Jurij Petrovics Artyuhin. spacefacts.de. (Hozzáférés: 2012. március 12.)
- Jurij Petrovics Artyuhin. warheroes.ru. (Hozzáférés: 2011. november 18.)